# Xã Penn, Quận Lycoming, Pennsylvania
Xã Penn (tiếng Anh: Penn Township) là một xã thuộc quận Lycoming, tiểu bang Pennsylvania, Hoa Kỳ. Năm 2010, dân số của xã này là 960 người.